# Pierre-Édouard Dechamps

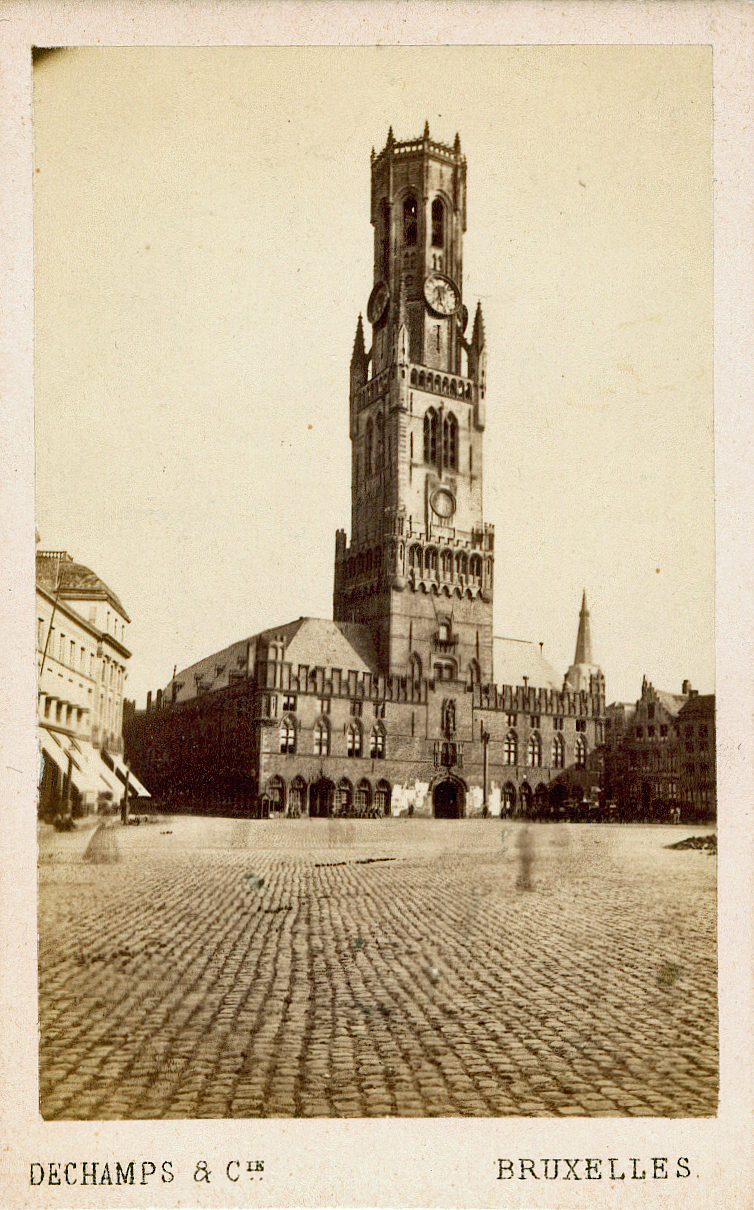
Le beffroi de Bruges. Photo prise avant 1878 par Pierre-Édouard Dechamps

Pierre-Édouard Dechamps est un photographe belge, né à Namur le 2 août 1828 et mort à Liège le 31 août 1896.

## Biographie
Pierre-Édouard Dechamps est le fils de Jean Baptiste Dechamps et de Marie Anne Javaux. Il se marie à Namur en 1852 avec Pauline Decoeur. Le couple aura un fils : Henri, né en 1854.
Dechamps commence sa carrière comme négociant en glaces, cadres et estampes dans sa ville natale de Namur. Son négoce porte l'enseigne de Au Miroir d'Or. A un certain moment, probablement peu avant 1860, il se spécialise dans la photographie et tient une succursale du photographe bruxellois François Deron au 39 de la Rue des Brasseurs à Namur. En 1863 il cesse cette activité de manière apparemment assez précipitée et se fixe à Bruxelles, où il commence son propre studio photographique. Ceci ne plaît pas à Deron, qui non seulement perd son collaborateur namurois mais se retrouve en outre avec un nouveau concurrent à Bruxelles. Il n'est pas clair si Deron a trouvé un remplaçant pour Dechamps à Namur. De toute façon, le studio de la Rue des Brasseurs sera repris en novembre 1865 par le photographe César Mitkiewicz, puis l'année d'après par un certain Morin.
Le studio qu'ouvre Dechamps à Bruxelles en mai 1863 se situe 14 Place Sainte-Gudule. Le 15 septembre de la même année, il obtient un brevet pour un nouveau type de papier photo. En 1874 il compte parmi les fondateurs de l'Association belge de Photographie, dont il restera membre jusqu'en 1881. Il obtient également le titre de photographe de la Cour. En 1880 il quitte Bruxelles pour Liège, où il exercera encore quelques années la profession de photographe et où il demeurera jusqu'à sa mort en 1896. Le studio de la Place Sainte-Gudule sera repris par le photographe connu Charles Thiel l'ainé (de 1881 à 1883), puis par Josse Pepermans, qui y travaillera jusqu'à sa mort en 1895.
Il est inhumé au Cimetière de Robermont à Liège.

## Sources et Littérature
- Pierre-Paul Dupont, Un demi-siècle de photographie à Namur des origines à 1900, [Bruxelles], Crédit Communal, 1986, p. 52.
- Philippe-Edgar Detry, Essaimage d'une famille namuroise : la descendance de Henry Javaux (1746-1829) et Anne-Marie Helson (1757-1835), Recueil XXXVII de l'Office Généalogique et Héraldique de Belgique, 1987 (Chapitre IV : La descendance Dechamps, p. 105-112).
- Marie-Christine Claes & Steven F. Joseph, '«Messieurs les artistes daguerréotypes» et les autres: les origines de la photographie à Namur', De la Meuse à l'Ardenne, 22 (1996), p. 5-28.
- Steven F. Joseph, Tristan Schwilden, Marie-Christine Claes, Directory of Photographers in Belgium 1839-1905, vol. I, Anvers/Rotterdam, C. de Vries Brouwers, 1997, p. 111.
- Écrivains de lumière. Photographes à Namur au temps de Félicien Rops, Namur, Archives Photographiques Namuroises a.s.b.l., 2002, p. 73.
- Données généalogiques sur Geneanet